# Nepalomyia longa
Nepalomyia longa är en tvåvingeart som beskrevs av Yang och Saigusa 2001. Nepalomyia longa ingår i släktet Nepalomyia och familjen styltflugor.
Artens utbredningsområde är Shaanxi (Kina). Inga underarter finns listade i Catalogue of Life.